# Fuka Matsui
Fuka Matsui (Funny nell'edizione italiana dell'anime) è un personaggio del manga e anime Il giocattolo dei bambini.

## Storia
Fuka è una coetanea di Sana Kurata e Akito Hayama e i due la incontrano all'inizio delle scuole medie; Fuka fu baciata a tradimento da Hayama durante l'asilo e, per questo, nutre un forte astio per il ragazzo quando lo reincontra. Diventa presto la migliore amica di Sana, ma, durante il soggiorno di quest'ultima in montagna per girare un film, si mette con Hayama causando profondo dolore alla ragazza. Tuttavia, quando in seguito si rende conto del grande amore che lega Sana e Akito, decide di farsi da parte e di lasciarli liberi di vivere la loro storia. Ha vissuto nella periferia di Osaka per molto tempo e lì ha avuto un ragazzo di cui è stata molto innamorata e che le manca tuttora molto. Parla con un accento particolare, caratteristico di Osaka. È nata il 24 dicembre, giorno della vigilia di Natale.

## Anime
Fuka non era un personaggio nella prima stagione, è stata introdotta nella seconda stagione, ed è diventato un personaggio principale, ha incontrato Sana in bagno, e poi è subito diventata la sua migliore amica. Fuka è rimasta scioccata quando ha incontrato Akito, poiché per colpa sua non ha potuto continuare la relazione con il ragazzo da lei desiderato a causa di un bacio rubato all'asilo. Dopo un po' vede come Akito tratta Sana, e capisce che il ragazzo nutre dei sentimenti verso Sana, ma allo stesso tempo, Fuka a volere Akito. Nell'episodio 57 gli chiede se poteva fingere di essere il suo ragazzo per un giorno, per mostrare la città ai suoi amici che venivano da Osaka e per rendere Takaishi Yuta (il suo ex ragazzo), geloso. Più tardi Fuka chiede ad Akito se vuole veramente diventare il suo ragazzo e Akito accetta. Nel Episodio 65 ascolta per sbaglio la conversazione tra Sana e Akito, quando si confessano i loro sentimenti, e si preoccupa di perdere Akito, così urla di non lasciarlo. Durante un loro appuntamento, dei ragazzi più grandi si comportano da bulli e Akito salva Fuka e poi inizia una lotta contro di loro, durante questo litigio Fuka sbatte gli occhi nella sabbia diventando momentaneamente cieca, quindi Akito la porta in ospedale. A causa dei genitori di Fuka, Akito può vederla solo di nascosto, ma un giorno di questi Fuka capisce Sana vuole ancora Akito e che il sentimento è ricambiato, così lascia il ragazzo. Nel corso dell'anime Fuka guarisce e inizia a risentire il suo ex ragazzo (che ama ancora), e grazie all'aiuto di Sana riescono a rimettersi insieme.

## Manga
Fuka ha un ruolo più importante nel manga che nell'anime. Nel primo ha ammesso che era cristiana. Nel manga, Fuka non si rifidanza con il suo ex, e dimostra di essere un'incredibile ginnasta.

## Rapporto con Sana
Da quando Fuka ha incontrato Sana nel bagno della scuola sono diventate subito ottime amiche. Quando Fuka cominciato a uscire con Akito, il rapporto con Sana si irrigidisce. Fuka non ha mai saputo il rapporto fra Sana e Akito fin quando non glielo dice Tsuyoshi. Alla fine, Sana e Fuka dimostrano la profondità della loro amicizia, inoltre Fuka è considerata quasi esattamente come Sana.

## Rapporto con Akito
Fuka e Akito hanno un rapporto di circa un mese. Ha rotto con lui quando ha scoperto che Sana e Akito provano dei sentimenti l'un per l'altro. Akito bacia per la prima volta Fuka all' asilo per una scommessa. Tuttavia quando erano insieme Fuka ha sentito dire che quando Sana ha messo il suo viso vicino a quello di Akito, Akito l'ha baciata, in modo che quando Fuka è caduta e Akito l'aiuta ad alzarsi, anche se i loro volti erano vicini Akito non la bacia, dimostra così che Akito non è così perverso come lui è con Sana, ma è semplicemente gentile con Fuka.